# Ocnerostoma argentella
Ocnerostoma argentella is een vlinder uit de familie van de stippelmotten (Yponomeutidae). De wetenschappelijke naam van de soort werd in 1839 gepubliceerd door Philipp Christoph Zeller.